# Re-Logic
Re-Logic是美国独立游戏开发及发行公司，由安德鲁·斯平克斯于2011年创立，坐落于印第安纳州。该公司开发的2D沙盒类游戏《泰拉瑞亚》为畅销作品，其还发行了由Quadro Delta开发的游戏《像素海盗》（2014年）与《像素星际海盗》（2017年）。2015年至2018年，Re-Logic尝试开发《泰拉瑞亚》的衍生游戏《泰拉瑞亚：来世》，但因进度未达预期等原因而取消。Re-Logic于2019年明确反对旗下游戏成为Epic游戏商城独占作品；2023年，Unity游戏引擎宣布「安装量收费」政策，Re-Logic公开表示反对。

## 历史
安德鲁·斯平克斯（Andrew Spinks）出生于美国印第安纳州，年幼时即立志成为游戏制作人。他在创立Re-Logic前建立了Flash游戏网站，还曾开发过《超级马里奥兄弟X》（Super Mario Bros X）等电子游戏。他通过自己的游戏社区，结识了芬·布莱斯（Finn Brice）及杰瑞米·格雷特（Jeremy Guerrette）。2011年初，在斯平克斯的领导下，三人共同组建了Re-Logic，坐落于印第安纳州的弗洛伊兹诺布斯。彼时斯平克斯正采用微软的XNA框架开发《泰拉瑞亚》，还组建了团队测试游戏。该作于2011年5月16日发布；因测试版意外泄露，且研发资金中断，故提前推出。斯平克斯忙于家庭生活，于2012年2月一度宣布停止开发《泰拉瑞亚》，但次年在妻子建议下又恢复项目。同年10月，Re-Logic发布游戏第二次重大更新，同时透露可能推出续作《泰拉瑞亚2》；此后，公司持续为原作提供内容更新。
2012年9月的消息称，Re-Logic携手Engine Software、505游戏，将《泰拉瑞亚》移植至Xbox 360和PlayStation 3平台，并于次年3月发售。随后，505游戏依次宣布将推出PlayStation Vita版及移动端版本，后者由Codeglue负责。2014年，本作登陆PlayStation 4及Xbox One，2015年和2016年任天堂3DS和Wii U版本先后面世。
2014年，Quadro Delta制作《像素海盗》时，Re-Logic为其开发提供帮助，还负责该作发行；该游戏于当年7月31日在Steam平台发布，2016年2月登陆PlayStation 4和Xbox One。同一年，Re-Logic再度与Quadro Delta合作，开发了《像素星际海盗》。该作由Re-Logic于2017年发布，一些玩家认为其玩法与系列和暗黑破坏神系列类似。
2015年2月，Re-Logic联手Engine Software开发《泰拉瑞亚》的衍生游戏《泰拉瑞亚：来世》，尝试融合策略、角色扮演、塔防等玩法。但2017年4月，因Engine Software开发进度未达预期，Re-Logic更换合作方，交由Pipeworks Studios接手。一年后，Re-Logic因开发预算及耗时，决定取消此项目，将开发重心放到原作上。2022年7月，Re-Logic宣布与50 Amp Productions合作，推出《泰拉瑞亚》图画小说，补足游戏世界观设定等信息。次年，Re-Logic宣布与Paper Fort Games合作开发《泰拉瑞亚》桌面游戏，通过Kickstarter发起众筹以筹措资金。
针对越来越多的游戏独占登陆Epic游戏商城一事，Re-Logic副总裁惠特尼·斯平克斯（Whitney Spinks）于2019年公开表示，绝不会让公司游戏在Epic商城独占，且不会为了金钱而「出卖灵魂」。2021年2月，因谷歌无故封禁Re-Logic的账号，安德鲁·斯平克斯公开与谷歌闹翻，宣布取消《泰拉瑞亚》Google Stadia版本。但同月晚些时候，谷歌主动联系Re-Logic，澄清情况并恢复账号，Re-Logic重启该版开发，后于同年3月18日发布。
2023年9月，Unity官方宣布「安装量收费」（Runtime Fee）政策，对满足特定营收额和安装量门槛的游戏开发者收取费用。此举遭开发者普遍反对。Re-Logic虽未大量使用Unity引擎，但亦公开谴责这一政策，并宣布向开源引擎Godot和框架FNA各捐赠10万美元，随后每月再各捐1000美元以示支持。

## 游戏
开发
- 《泰拉瑞亚》（2011年）[9]，2D动作冒险类沙盒游戏[15]，属畅销电子游戏[52][53]

发行
- 《像素海盗》（2014年）[23]
- 《像素星际海盗》（2017年）[26]

取消
- 《泰拉瑞亚：来世》[34]

## 脚注